# Клашмор

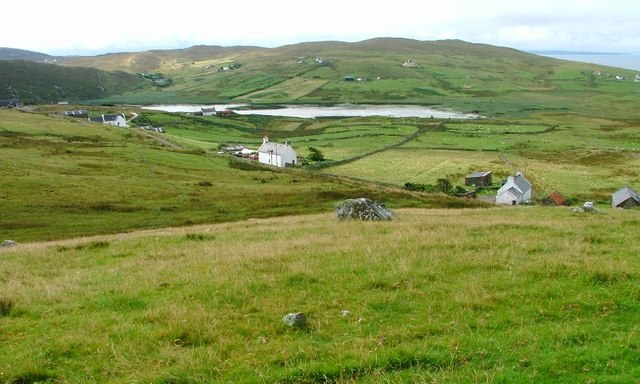

Клашмор (англ. Clashmore; ирл. Clais Mhór) — деревня в Ирландии, находится в графстве Уотерфорд (провинция Манстер).

## Демография
Население — 224 человека (по переписи 2006 года). В 2002 году население составляло 161 человек.
Данные переписи 2006 года:
| Общие демографические показатели |               |                               |                               |      |      |
| Всё население                    | Всё население | Изменения населения 2002—2006 | Изменения населения 2002—2006 | 2006 | 2006 |
| 2002                             | 2006          | чел.                          | %                             | муж. | жен. |
| 161                              | 224           | 63                            | 39,1                          | 100  | 124  |